# Concentración 5 de Febrero
Concentración 5 de Febrero är en ort i Mexiko.   Den ligger i kommunen Sinaloa och delstaten Sinaloa, i den västra delen av landet, 1 200 km nordväst om huvudstaden Mexico City. Concentración 5 de Febrero ligger 61 meter över havet och antalet invånare är 1 080.
Terrängen runt Concentración 5 de Febrero är platt. Runt Concentración 5 de Febrero är det glesbefolkat, med 19 invånare per kvadratkilometer. Närmaste större samhälle är Adolfo Ruíz Cortínes, 16,9 km sydväst om Concentración 5 de Febrero. I omgivningarna runt Concentración 5 de Febrero växer huvudsakligen savannskog.